# Eleutherodactylus amadeus
Pour les articles homonymes, voir Amadeus.
Espèce
Statut de conservation UICN

 CR A3c : 
En danger critique
Eleutherodactylus amadeus est une espèce d'amphibiens de la famille des Eleutherodactylidae, qui est en danger d'extinction.

## Répartition
Cette espèce est endémique d'Haïti. Elle se rencontre de 1 000 à 2 340 m d'altitude dans le Massif de la Hotte.

## Description
Les femelles mesurent jusqu'à 25 mm.

## Étymologie
Cette espèce est nommée en l'honneur de Wolfgang Amadeus Mozart pour la remarquable ressemblance des vocalisations de cette espèce avec des notes de musique.

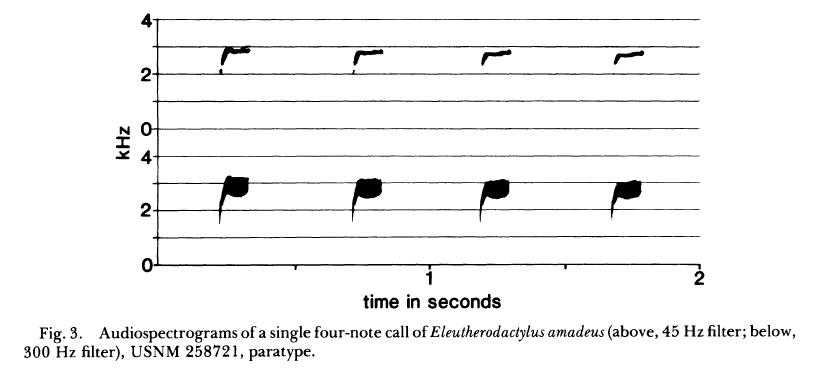
Spectre sonore de Eleutherodactylus amadeus

## Publication originale
- Hedges, Thomas & Franz, 1987 : A new species of Eleutherodactylus (Anura, Leptodactylidae) from the Massif de la Hotte, Haiti. Copeia, vol. 1987, no 4, p. 943-949 (texte intégral).